# Almanacco del Povero Richard

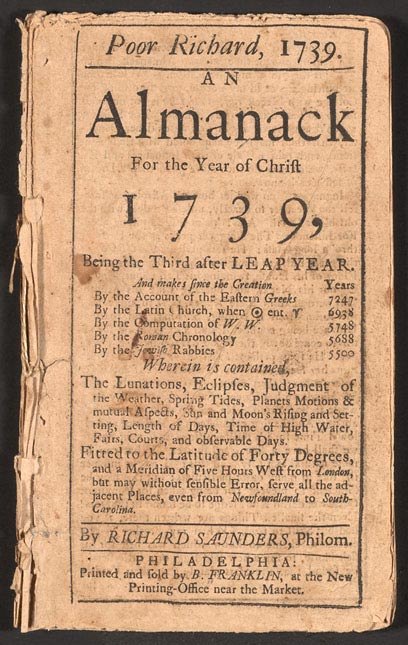
Edizione del 1739 dellAlmanacco del povero Richard.

L'Almanacco del Povero Richard (Poor Richard's Almanack o Almanac) fu un almanacco annuale pubblicato da Benjamin Franklin, che adottò a tal fine lo pseudonimo di "Poor Richard" ("Povero Richard") o "Richard Saunders". La pubblicazione apparve ininterrottamente dal 1732 al 1758. Vendette eccezionalmente bene per un opuscolo pubblicato nelle colonie americane; le tirature raggiunsero le 10 000 copie all'anno.
Franklin, l'inventore, statista ed editore americano, raggiunse il successo con l'Almanacco del Povero Richard. Gli almanacchi erano libri molto popolari nell'America coloniale, che offrivano un miscuglio di previsioni meteorologiche stagionali, consigli pratici per la casa, indovinelli e altre curiosità. L'Almanacco del Povero Richard divenne popolare anche per il suo uso estensivo dei giochi di parole, e alcune delle argute espressioni coniate nell'opera sopravvivono nel vernacolo americano contemporaneo.

## Contenuti
L'Almanacco conteneva il calendario, le previsioni del tempo, le poesie, i motti e le informazioni astronomiche e astrologiche che includeva un tipico almanacco del periodo. Franklin, occasionalmente, inserì anche esercizi di matematica, e l'Almanacco del 1750 mostra un primo esempio di demografia. Tuttavia, è ricordato principalmente per essere un ricettacolo degli aforismi e dei proverbi di Franklin, molti dei quali continuano a vivere nell'inglese americano. Sono massime che raccomandano tipicamente parsimonia e cortesia, con una punta di cinismo.
Negli spazi che erano presenti tra i giorni importanti del calendario, Franklin includeva frasi proverbiali sull'industriosità e la frugalità. Parecchi di questi motti erano presi in prestito da uno scrittore precedente, Lord Halifax, molti dei cui aforismi scaturivano da: "... [un] fondamentale scetticismo diretto contro le motivazioni degli uomini, le usanze e l'epoca." Nel 1757, Franklin fece una selezione di queste massime e le premise all'almanacco come se fosse il discorso di un vecchio alle persone che partecipavano ad un'asta. Il testo fu pubblicato in seguito con il titolo La strada per la ricchezza (The Way to Wealth), e fu popolare sia in America che in Inghilterra.

## Povero Richard
Franklin prese in prestito il nome "Richard Saunders" dall'autore del XVII secolo di Rider's British Merlin (Il Merlino britannico del Cavaliere), un popolare almanacco londinese che continuò ad essere pubblicato per tutto il XVIII secolo. Franklin creò il personaggio del Povero Richard basandosi in parte sul personaggio pseudonimo di Jonathan Swift: "Isaac Bickerstaff". In tre lettere apparse tra il 1708 e il 1709, note come le Carte di Bickerstaff, "Bickerstaff" predisse la morte imminente dell'astrologo e almanacchista John Partridge. Il Povero Richard di Franklin, come Bickerstaff, asseriva di essere un filomata e un astrologo e, come Bickerstaff, predisse le morti di astrologi veri che scrivevano almanacchi tradizionali. Nelle prime edizioni dell'Almanacco del Povero Richard, predire e riportare la notizia falsa delle morti di questi astrologi — con loro grande costernazione — era una specie di tormentone. Tuttavia, il tenero personaggio del "Povero" Richard Saunders di Franklin, insieme a sua moglie Bridget, fu usato in definitiva per incorniciare (sia pure comicamente) quella che era intesa come una pubblicazione utile che la gente avrebbe comprato anno dopo anno. A quel fine, la forza satirica del personaggio di Swift è in gran parte assente nel Povero Richard. Richard era presentato come distinto dallo stesso Franklin, riferendosi occasionalmente a quest'ultimo come il suo stampatore.
Nelle edizioni successive, il personaggio originale di Richard Saunders scomparve gradualmente, sostituito dal Povero Richard, che prese in gran parte il posto di Franklin e delle sue pratiche prospettive scientifiche e commerciali. Verso il 1758 il personaggio originale era ancora più distante dai consigli pratici e dai proverbi dell'almanacco, che Franklin presentava come provenienti da "Padre Abraham", che a sua volta prendeva i suoi motti dal Povero Richard.

## Storia

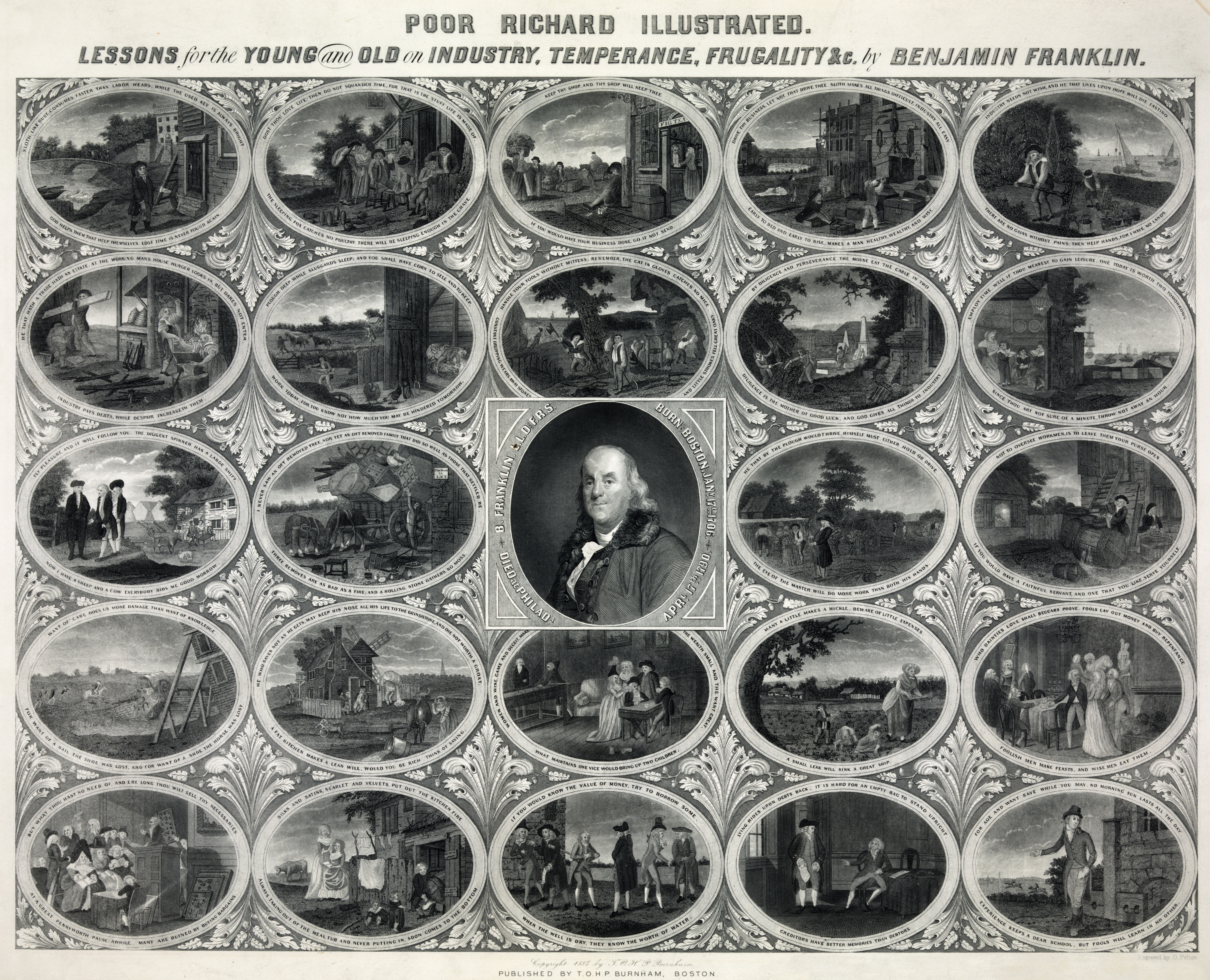
Una stampa del XIX secolo basata sull'Almanacco del Povero Richard, che mostra l'autore circondato da ventiquattro illustrazioni di molti dei suoi motti più conosciuti.

Franklin pubblicò il primo Almanacco del Povero Richard il 28 dicembre 1732, e continuò a pubblicare nuove edizioni per 25 anni, portandogli molto successo economico e popolarità. L'almanacco vendette fino a 10 000 copie all'anno. Nel 1735, alla morte di suo fratello James, Franklin inviò gratis 500 copie del Povero Richard alla sua vedova, in modo che potesse ricavare del denaro vendendoli.

## Serializzazione
Una delle attrattive dell'Almanacco era che conteneva varie "storie di notizie" in formato seriale, così che i lettori lo avrebbero acquistato anno dopo anno per scoprire che cosa accadeva ai protagonisti. Una delle prime di queste storie fu la "predizione" che "il buon amico e compagno di studi dell'autore, il sig. Titan Leeds", sarebbe morto il 17 ottobre di quell'anno, seguita dalla confutazione del sig. Leeds stesso che egli sarebbe morto, non il 17, ma il 26 ottobre. Appellandosi ai suoi lettori, Franklin li esortò ad acquistare l'edizione dell'anno successivo o le successive due o tre o quattro per mostrare il loro sostegno a questa predizione. L'anno seguente, Franklin espresse il suo rammarico che era troppo malato per sapere se avesse ragione lui o Leeds. Nondimeno, lo stratagemma ebbe il suo effetto desiderato: la gente acquistò l'Almanacco per scoprire chi avesse ragione. (Le edizioni successive dell'Almanacco avrebbero sostenuto che Leeds era morto e che la persona che sosteneva di essere Leeds era un impostore; Leeds, in realtà, morì nel 1738, il che spinse Franklin ad applaudire il presunto impostore per finire il suo stratagemma.)

## Critiche
Per alcuni scrittori il contenuto dell'Almanacco divenne inestricabilmente legato al personaggio di Franklin — e non sempre con effetti favorevoli. Sia Nathaniel Hawthorne sia Herman Melville fecero la caricatura dell'Almanacco — e per estensione di Franklin — nei loro scritti, mentre James Russell Lowell, riflettendo sull'inaugurazione pubblica di una statua a Boston per onorare Franklin, scrisse:
... scopriremo che Franklin nacque a Boston, e inventò di essere colpito dal fulmine e la stampa e la medaglia Franklin, e che dovette trasferirsi a Filadelfia perché i grandi uomini sono così abbondanti a Boston che lui non aveva nessuna possibilità, e che si vendicò della sua città natia rifilandole la stufa Franklin, e che scoprì l'almanacco, e che un penny risparmiato è un penny perduto, o qualcosa del genere.
L'Almanacco era anche un riflesso delle norme e dei costumi sociali dei suoi tempi, piuttosto che un documento filosofico che stabiliva un percorso per nuove libertà, come erano le opere dei contemporanei di Franklin, Jefferson, Adams o Paine. Lo storico Howard Zinn offre, come esempio, l'adagio "La tua domestica sia fedele, forte e senza pretese" (Let thy maidservant be faithful, strong, and homely) come indicazione della credenza di Franklin sulla legittimità di controllare le vite sessuali dei servi per il beneficio economico dei loro padroni.
Almeno un biografo moderno ha pubblicato l'accusa che Franklin abbia "rubato", non preso a prestito, il nome di Richard Saunders dal defunto astrologo-dottore. Franklin inoltre "prese a prestito — apparentemente senza chiedere — e adattò il titolo di un almanacco che suo fratello James Franklin stava pubblicando a Newport: l'Almanacco del Povero Robin (Poor Robin's Almanack) (esso stesso sottratto da un almanacco del XVII secolo pubblicato sotto lo stesso titolo a Londra)".

## Impatto culturale
Luigi XVI di Francia diede una nave a John Paul Jones che le rimise il nome dell'autore dell'Almanacco nella versione francese — Bonhomme Richard, o "Buon uomo Richard" (la prima di parecchie navi da guerra statunitensi con questo nome). Napoleone Bonaparte considerava l'Almanacco abbastanza significativo da tradurlo in italiano, insieme alla Costituzione dello Stato della Pennsylvania (che Franklin contribuì a redigere), quando istituì la Repubblica Cisalpina nel 1797. Charles-Joseph Mathon de la Cour scrisse sotto pseudonimo una parodia amichevole dell'opera, intitolata Testament de M. Fortuné Ricard (1784). L'Almanacco fu tradotto due volte in francese, ristampato in Gran Bretagna in grande formato (broadside) per facilitarne l'affissione, e fu distribuito dai membri del clero ai parrocchiani poveri. Fu la prima opera della letteratura inglese a essere tradotta in sloveno, nel 1812 da Janez Nepomuk Primic (1785–1823).
L'Almanacco ebbe un forte impatto culturale ed economico anche negli anni successivi alla pubblicazione. In Pennsylvania, i cambiamenti della politica monetaria riguardo alle spese estere furono evidenti per anni dopo l'uscita dell'Almanacco. Scrittori successivi come Noah Webster furono ispirati dall'almanacco, ed esso continuò ad influenzare altre pubblicazioni di questo tipo come l'Almanacco del Vecchio Fattore (The Old Farmer's Almanac).
Numerosi almanacchi di contadini fanno risalire il loro formato e la loro tradizione all'Almanacco del Povero Richard; l'Old Farmer's Almanac, per esempio, include un'immagine di Franklin sulla sua copertina dal 1851.

### Risorse
- Stephen Carl Arch, Writing a Federalist Self: Alexander Graydon's Memoirs of a Life, in William and Mary Quarterly, 3rd Series, vol. 52, n. 3, Omohundro Institute of Early American History and Culture, luglio 1995,  pp. 415-432, DOI:10.2307/2947293, JSTOR 2947293.
- Mary Bellis, Benjamin Franklin and his Times [collegamento interrotto], su About.com. URL consultato il 17 aprile 2007.
- Bucknell University, 100 Years of Carnegie: Franklin: Poor Richard's Almanack, su departments.bucknell.edu, 2004. URL consultato il 16 aprile 2007.
- Manning J. Dauer, The Impact of the American Independence and the American Constitution: 1776–1848; with a Brief Epilogue, in The Journal of Politics, vol. 38, n. 3, Cambridge University Press, agosto 1976,  pp. 37-55, DOI:10.2307/2129573, JSTOR 2129573.
- Rev. Charles A. Goodrich, Lives of the Signers to the Declaration of Independence, 1829.
- David Hancock, Commerce and Conversation in the Eighteenth-Century Atlantic: The Invention of Madeira Wine, in Journal of Interdisciplinary History, vol. 29, n. 2, Autumn 1998,  pp. 197-219, DOI:10.1162/002219598551670.
- Independence Hall Association, Benjamin Franklin Timeline, su ushistory.org, 1999–2007. URL consultato il 17 aprile 2007.
- Innovation Philadelphia, Printer and Publisher, Franklin Gives a "Word to the Wise", su ipphila.com, 2005. URL consultato il 22 aprile 2013 (archiviato dall'url originale il 16 maggio 2006).
- John Kneeland e Henry Nathan Wheeler, Masterpieces of American Literature, United States, Houghton Mifflin & Co., 1891.
- Frank Laughter, Golden Nuggets from U. S. History: Benjamin Franklin and Poor Richard's Almanac, su laughtergenealogy.com, 1999–2003. URL consultato il 17 aprile 2007 (archiviato dall'url originale il 29 settembre 2007).
- Alberto Lena, Poor Richard's Almanack, su The Literary Encyclopedia, 30 gennaio 2003. URL consultato il 16 aprile 2007.
- Richard D. Miles, The American Image of Benjamin Franklin, in American Quarterly, vol. 9, n. 2, The Johns Hopkins University Press, Summer 1957,  pp. 117-143, DOI:10.2307/2710628, JSTOR 2710628.
- William Mulder, Seeing 'New Englandly': Planes of Perception in Emily Dickinson and Robert Frost, in The New England Quarterly, vol. 52, n. 4, The New England Quarterly, Inc., dicembre 1979,  pp. 550-559, DOI:10.2307/365757, JSTOR 365757.
- Robert Newcomb, Benjamin Franklin and Montaigne, in Modern Language Notes, vol. 72, n. 7, The Johns Hopkins University Press, novembre 1957,  pp. 489-491, DOI:10.2307/3043511, JSTOR 3043511.
- Robert Newcomb, Poor Richard's Debt to Lord Halifax, in PMLA, vol. 70, n. 3, Modern Language Association, giugno 1955,  pp. 535-539, DOI:10.2307/460054, JSTOR 460054.
- Oracle ThinkQuest, Poor Richard's Almanac, su library.thinkquest.org, ThinkQuest: Library, 2003. URL consultato il 17 aprile 2007 (archiviato dall'url originale il 17 aprile 2007).
- Paul C. Pasles, The Lost Squares of Dr. Franklin: Ben Franklin's Missing Squares and the Secret of the Magic Circle, in The American Mathematical Monthly, vol. 108, n. 6, Mathematical Association of America, June–July 2001,  pp. 489-511, DOI:10.2307/2695704, JSTOR 2695704.
- John F. Ross, The Character of Poor Richard: Its Source and Alteration, in PMLA, vol. 55, n. 3, Modern Language Association, settembre 1940,  pp. 785-794, DOI:10.2307/458740, JSTOR 458740.
- Mark M. Smith, Time, Slavery and Plantation Capitalism in the Ante-Bellum American South, in Past and Present, vol. 150, febbraio 1996,  pp. 142-168, DOI:10.1093/past/150.1.142.
- The History Place, English Colonial Era: 1700 to 1763, su historyplace.com, 1998. URL consultato il 17 aprile 2007.
- Pip Wilson, A Calendar History, su wilsonsalmanac.com, 2006. URL consultato il 17 aprile 2007 (archiviato dall'url originale il 9 marzo 2007).
- Howard Zinn, A People's History of the United States, New York, HarperCollins Publishers, 1980.

### Fonti
Le prefazioni all'Almanacco sono ristampate anche in:
- Franklin, Benjamin; J.A. Leo Lemay (ed). Benjamin Franklin: Autobiography, Poor Richard: Autobiography, Poor Richard, and Later Writings. New York: Library of America, 2005. ISBN 1-883011-53-1.